# NGC 6886
NGC 6886 ist ein etwa 2 kpc entfernter planetarischer Nebel im Sternbild Sagitta.
Das Objekt wurde am 17. September 1884 von Ralph Copeland entdeckt.